# Olivia Kleinknecht
Olivia Kleinknecht (* 21. Mai 1960 als Natascha Kleinknecht in Stuttgart) ist eine Schweizer Schriftstellerin.

## Leben
Olivia Kleinknecht studierte Jura an den Universitäten Tübingen, Lausanne und München. 1989 promovierte sie am Europäischen Hochschulinstitut in Florenz. Weitere Studien folgten an der Kunsthochschule Accademia delle Arti del Disegno in Florenz. 
Sie ist Verfasserin von Romanen und Sachbüchern und veröffentlichte auch unter den Pseudonymen Andrea Mezzatorre und Olivia Monti. 1998 nahm sie am Ingeborg-Bachmann-Wettbewerb in Klagenfurt teil. Kleinknecht ist Mitglied im Krimi Schweiz – Verein für schweizerische Kriminalliteratur, des Deutschschweizer PEN-Zentrums, des Verbandes „Autorinnen und Autoren der Schweiz“, des Netzwerkes „Mörderische Schwestern“, der International Association of Crime Writers und Associate Member der ESSWE.
Sie lebt in Zürich.

## Werke
- Liebeslohn, Frankfurter Verlagsanstalt, Frankfurt am Main 1998
- Der Regisseur, Verlag Ludwig, Kiel 2002
- Zum Frühstück Mord, Edition Epoca, Zürich 2003
- Luna Park, Abenteuer Verlag, Berlin  2010
- Das Gedächtnis von Gegenständen oder die Macht der Dinge, Königshausen und Neumann, Würzburg 2012